# Bedero Valcuvia

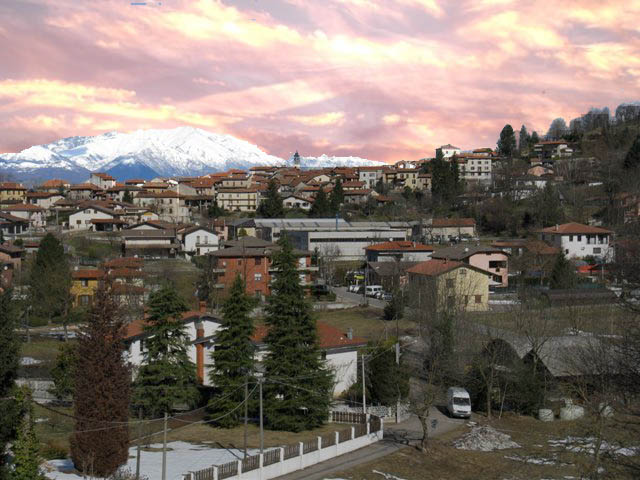
Bedero Valcuvia

Bedero Valcuvia ist eine italienische Gemeinde (comune) in der Provinz Varese in der Region Lombardei.

## Geographie
Die Gemeinde liegt etwa 10 km nördlich der Stadt Varese am Fuße des Monte Scerrè und bedeckte eine Fläche von 2,55 km². Zu Bedero Valcuvia gehören die Fraktionen Boarezzo, Ganna, Ghirla und Mondonico.
Die Nachbargemeinden sind Brinzio, Cunardo, Masciago Primo, Rancio Valcuvia und Valganna.

## Geschichte
Der Ort Bedero, der zur Gemeinde Cuvio gehört, wurde in den Statuten der Straßen und Gewässer des Contado di Milano als Bediri bezeichnet. Sie gehörte zu den Gemeinden, die zur Instandhaltung der Bollate-Straße beitrugen (1346). Mit einer Anweisung des Notars Giacomo Perego vom 16. Mai 1450 wurde das Gebiet von Val Cuvia von Herzog Francesco I. Sforza an seinen Ratsherrn Pietro Cotta als Lehen vergeben. Das Lehen ging 1727 an den Grafen Giulio Visconti Borromeo Arese über, wobei der Verkäufer, der Jurist Pietro Cotta, das Recht hatte, die Lehnsrechte, d. h. die gepolsterte Gebühr, auf Lebenszeit einzuziehen.
In den Registern des Estimo (Grundbuch) des Herzogtums Mailand von 1558 und den nachfolgenden Aktualisierungen im 17. Jahrhundert war Bedero unter den in derselben Pieve erfassten Gemeinden. Im Jahr 1751 wurde die Gemeinde an den Grafen Giulio Visconti belehnt, der eine jährliche Vergütung von 23 Lire und 10 Sold erhielt und dem in Cuvio ansässigen Lehnsrichter Antonio Francesco Buzzi unterstellt war, an den kein Geld gezahlt wurde, da das Gebiet zum Ospedale Maggiore von Mailand gehörte.

## Bevölkerung
| Bevölkerungsentwicklung | Bevölkerungsentwicklung | Bevölkerungsentwicklung | Bevölkerungsentwicklung | Bevölkerungsentwicklung | Bevölkerungsentwicklung | Bevölkerungsentwicklung | Bevölkerungsentwicklung | Bevölkerungsentwicklung | Bevölkerungsentwicklung | Bevölkerungsentwicklung | Bevölkerungsentwicklung | Bevölkerungsentwicklung | Bevölkerungsentwicklung |
| ----------------------- | ----------------------- | ----------------------- | ----------------------- | ----------------------- | ----------------------- | ----------------------- | ----------------------- | ----------------------- | ----------------------- | ----------------------- | ----------------------- | ----------------------- | ----------------------- |
| Jahr                    | 1751                    | 1805                    | 1853                    | 1871                    | 1881                    | 1901                    | 1921                    | 1951                    | 1971                    | 1991                    | 2001                    | 2011                    | 2021                    |
| Einwohner               | 323                     | 380                     | *527                    | 532                     | 508                     | 573                     | 520                     | 400                     | 392                     | 504                     | 602                     | 667                     | 660                     |

- 1809 Fusion mit Cuvio
- 1812 Fusion mit Rancio

## Sehenswürdigkeiten
- Pfarrkirche Sant’Ilario di Poitiers
- Betkapelle Madonna del Rosario mit Fresken des Malers Giovanni Valtorta (daher auch Cappella Valtorta)
- Cappella della Madonna degli Alpini
- Denkmal der Gefallenen

## Persönlichkeiten
- Silverio Martinoli (* 17. Juni 1830 in Bedero Valcuvia; † 11. November 1913 in Varese), Bildhauer